# Московский государственный еврейский театр
Моско́вский госуда́рственный евре́йский теа́тр (Московский ГОСЕТ) — один из нескольких еврейских театров в Москве в раннее советское время. Основан в 1920 году. Был закрыт в 1949 году в результате антиеврейских репрессий со стороны властей (см. Борьба с космополитизмом). Художественными руководителями являлись в разное время А. М. Грановский, С. М. Михоэлс и В. Л. Зускин. Ташкентский государственный еврейский театр был назван в честь Якова Григорьевича Горбунова, так как он добился государственного статуса театра.

## История
Образован в 1920 вследствие переезда в Москву государственной еврейской театральной студии при Театральном отделе Наркомпроса, работавшей ранее в Петрограде. Организатором театра и до 1929 его художественным руководителем и режиссёром всех основных постановок был А. М. Грановский. Ученик М. Рейнхардта и выходец из ассимилированной среды, Грановский не знал идиш и, приняв предложение руководить еврейской студией, не ставил своей целью создание национального театра, с историей и проблемами которого не был знаком. Его первые спектакли в Петрограде по символистским пьесам Ш. Аша и М. Метерлинка не встретили отклика в еврейской среде, тем охотнее он переехал в Москву, где ему была обещана поддержка Евсекции.
Помещался сначала в Большом Чернышёвском переулке, а затем на Малой Бронной улице, дом 4. Присоединив к себе некоторых членов местной еврейской драматической студии, получил статус Московского государственного еврейского камерного театра (ГОСЕКТ или ГЕКТ). Это название сохранялось до 1925 г., когда ранг театра был повышен и из его названия исчезло слово «камерный» (ГОСЕТ).
Уже в первом спектакле, показанном в Москве в 1921 («Вечер Шолом-Алейхема»), проявились дарования С. М. Михоэлса и В. Л. Зускина. Художниками в театре работали И. М. Рабинович, Р. Р. Фальк, А. Г. Тышлер, М. З. Шагал и др. В первый период в репертуар театра входили в основном пьесы, воспроизводившие жизнь старых еврейских местечек; действующими лицами были местечковые святоши, лицемерные богачи и задавленные нуждой, но весёлые, мечтательные бедняки. Большое внимание уделялось ритму, интонации, жесту, движению; в спектаклях использовались стилизованные костюмы и декорации. Для постановок характерны гротеск, шарж, ирония. В 1923 году здесь была поставлена первая советская пьеса на идише, написанная Абрамом Вевиорка.
С просьбой о сотрудничестве Грановский обратился к М. Шагалу. Художник начал оформлять полученное театром помещение (Чернышевский переулок, 12), создав фрески на всех стенах, плафон, в простенках между окнами расположив громадные по размеру картины, представлявшие различные отрасли искусства (ораторское, хореографическое, театральное), оригинально оформив зрительный зал на 100 мест. Здесь Грановским были поставлены такие спектакли, как «Мазлтов» Шолом-Алейхема, «Бог мести» Аша, «Уриель Акоста» К. Гуцкова. 9 апреля 1922 ГОСЕКТ переехал в помещение на Малой Бронной со зрительным залом на 500 мест, где работал до закрытия в 1949 (ныне здесь располагается Московский драматический театр на Малой Бронной). Аудитория возросла, стала многонациональной, незнание языка не мешало зрителям оценить режиссуру Грановского и игру Михоэлса и Зускина. В 1926 году театр гастролировал в Ленинграде. Посетив во время этих гастролей все спектакли театра, английский театральный критик Х. Картер писал: «Виденные мною новые постановки этого театра ещё более укрепили во мне глубокое убеждение, что работа ГОСЕТа не имеет себе равных в Европе… Подчинение основной идее постановки всех элементов спектакля так, как это делает ГОСЕТ, представляет собою нечто совершенно новое».
Кроме ГОСЕТа, в Москве работала также опекаемая К. С. Станиславским и Е. Б. Вахтанговым «Габима» на иврите. При всех идеологических разногласиях между ГОСЕТом и «Габимой» нельзя не отметить влияние последней на искусство Грановского. По мнению В. В. Иванова, автора фундаментальной монографии «ГОСЕТ: политика и искусство. 1919—1928» (М.: РАТИ/ ГИТИС, 2007), в спектакле «Гадибук» С. Ан-ского, знаковом спектакле «Габимы», его постановщику «Вахтангову удалось прочертить художественную параболу, способную снять идейные противоречия между высокой топикой Габимы и низовой традицией ГОСЕТа».
В 1928 ГОСЕТ выехал в длительную гастрольную поездку по театрам Европы (Австрия, Германия и др.), собираясь далее проследовать в Америку. Гастроли проходили триумфально, пресса единодушно отмечала мастерство Грановского, ансамбль исполнителей, мощь и тщательную разработанность массовых сцен, выразительность жеста и языка. Особенно сильное впечатление производил спектакль «Ночь на старом рынке» (художник Р. Фальк) — реквием умирающему еврейскому местечку. Сам режиссёр определил идею спектакля как «трагический карнавал на театре». Критика, положительно оценив актёрские работы, в целом спектакль не приняла, хотя во время европейских гастролей он был оценен очень высоко. После спектакля в Германии познакомиться и побеседовать с режиссёром за кулисы пришёл З. Фрейд.
С огромным успехом шли гастроли в Париже. Спектакли ГОСЕТа посещали Рейнхардт и Б. Брехт, Л. Фейхтвангер и Т. Манн, оставившие восторженные отзывы. Иное отношение к театру было в Советском Союзе. К концу 1920-х годов, ещё перед зарубежными гастролями ГОСЕТа, отношение критики к театру стало меняться. В ряде статей появились упреки в «безыдейности» репертуара, в отсутствии пьес, отражающих советскую действительность, в «бессмысленном левачестве и формализме». На том основании, что ГОСЕТ якобы превысил гастрольный бюджет и без предварительного разрешения властей заключил договор на гастроли в Америке (сообщение о предстоящих гастролях за океаном публиковалось в советских газетах ещё до отъезда театра в Европу), Грановскому было предъявлено требование немедленно вернуться домой. Режиссёр предпочел остаться за границей, а театр без него вернулся в Москву в декабре 1928. О «невозвращенце» Грановском много писала советская пресса.
Руководство ГОСЕТом перешло к Михоэлсу. В 1930 для подготовки молодых актёров при театре была организована студия, позднее преобразованная в Московское государственное еврейское театральное училище (МГЕТУ), закрытое одновременно с ликвидацией ГОСЕТа в 1949. Новый руководитель еврейского театра привлек к работе режиссёра С. Э. Радлова. Понимая, что он обязан представить в репертуаре «сегодняшний день жизни еврейского народа, расправившего плечи после победы социализма», Михоэлс искал произведения, которые могли бы составить репертуар ГОСЕТа. Ещё за год до того, как остаться за границей, Грановский в одном из интервью говорил: «ГОСЕТ завершил круг, за которым неминуемо должен наступить поворотный пункт в его творчестве. Вокруг этого театра сгрудились любовь и уважение друзей, ненависть и злоба врагов… ГОСЕТ может и должен творить только там, где бьется культурно-политический пульс жизни всей страны…». Потребностям дня отвечала пьеса И. Добрушина «Суд идет», как и поставленный затем спектакль «Глухой» по Д. Бергельсону, однако большого успеха они не имели, отчасти выполнив главную для Михоэлса как руководителя театра задачу: чувствуя, как что-то неуловимо изменилось в еврейской среде начала XX в., Михоэлс мечтал вернуть понятиям честности, справедливости изначальную, библейскую чистоту и красоту. В произведениях современных еврейских писателей он искал глубокое психологическое обоснование характеров персонажей и связывающих их ситуаций.
Начиная со спектакля «Суд идёт» Добрушина (1929) на сцене Еврейского театра ставились пьесы на современные темы. В этот период поставлены «Глухой» Д. Бергельсона (1930), «Бар Кохба» С. З. Галкина (1938), «Суламифь» по Гольдфадену (1937) и др. Театр начал ставить произведения мировой классической драматургии, по-новому осмысливая и еврейскую классику («Король Лир» У. Шекспира, 1935; «Блуждающие звезды» и «Тевье-молочник» по Шолом-Алейхему, 1941). Режиссёр И. Кролль поставил водевиль «Два дурачка». Комедия М. Гершензона «Гершеле Гострополер» впервые была поставлена в ГОСЕТе в 1937 году (реж. В. Зускин). Советская пресса конца 1930-х годов много и одобрительно писала о театре, практически о каждой премьере были статьи в центральных газетах. После начала Великой Отечественной войны, в октябре 1941 года театр эвакуирован в Ташкент, где с 1933 года работал Ташкентский еврейский театр. Эвакуация продлилась до 1943.
В честь победы в 1945 был выпущен спектакль «Фрейлехс» («Радость») Залмана Шнеера по мотивам еврейского музыкального фольклора. Это был последний триумф театра и режиссёрский триумф Михоэлса. В 1947 Москонцерт устроил гастрольную поездку группы артистов ГОСЕТа в Вильнюс и Каунас, в программе были сцены из спектаклей «Тевье-молочник», «Блуждающие звезды», «Колдунья» и «Фрейлехс».
После войны, в период так называемой борьбы с космополитизмом, театр лишился двух своих лучших сотрудников. В ночь с 12 на 13 января 1948 в Минске в результате организованного покушения был убит Михоэлс, художественным руководителем театра был назначен В. Зускин, который оставался на этом посту до своего ареста 26 декабря 1948. Зускин был арестован по делу Еврейского антифашистского комитета и погиб в заключении. Вскоре театру было отказано в государственном финансировании, начались аресты среди еврейской интеллигенции. Власти стали чинить жёсткие препятствия в работе театра. Посещаемость в конце концов практически опустилась до нуля. С июля 1949 газеты прекратили печатать объявления о спектаклях. Последний спектакль Московского ГОСЕТа — «Гершеле Острополер» М. Гершензона — состоялся 16 ноября 1949 г. В том же году театр был официально закрыт (по причине «непосещаемости»). Тогда же закрыто и училище при театре.
После закрытия ГОСЕТа его здание занял Театр сатиры, а с 1962 года — Московский драматический театр на Малой Бронной.